# Сафронов, Александр Александрович (конькобежец)
Алекса́ндр Алекса́ндрович Сафро́нов (род. 12 ноября 1952 года, Ленинград — ум. 21 июля 1989 года, Ленинград) — советский конькобежец, участник зимних Олимпийских игр 1976 года, чемпион мира по спринтерскому многоборью, рекордсмен мира на дистанции 1000 метров, 2-кратный чемпион СССР и 9-кратный призёр, 7-кратный рекордсмен СССР, заслуженный мастер спорта СССР (1975).

## Биография
Александр Сафронов родился в Ленинграде и в раннем детстве увлекался лёгкой атлетикой и футболом, однако его друзья убедили его попробовать силы в коньках. Юному пятикласснику 44-й школы стремительный бег на льду очень понравился, и в возрасте 11 лет он приглянулся тренеру отделения конькобежного спорта Ждановской ДЮСШ Виктору Большакову. Уже в 14 лет Саша бегал «пятисотку» за 49 секунд.
После окончания школы Александр поступил в профессионально-техническое училище № 24 по специальности «слесарь-сборщик» и перешёл к новому старшему тренеру ДСО «Трудовые резервы» Павлу Павлову. В 1972 году он стал серебряным призером юниорского первенства страны на пятисотметровке, а в 1973 году стартовал на взрослом чемпионате СССР. В следующем сезоне дебютировал на спринтерском чемпионате мира в Инсбруке, заняв сразу 4-е место.
В марте на чемпионате СССР стал серебряным призёром в спринте и на дистанциях 500 и 1500 метров. В апреле 1974‑го на высокогорном катке «Медео» на Кубке СССР Сафронов установил мировой рекорд в забеге на 1000 метров, показав время 1:17,23 сек, улучшив прошлогодний рекорд норвежца Лассе Эфскинда на 0,37 сек. В 1975 году он стал чемпионом мира на спринтерском чемпионате мира в Гётеборге и вновь занял 2-е место в спринте на чемпионате страны.
Через год Александр участвовал на зимних Олимпийских играх в Инсбруке и занял 4-е место в забеге на 1000 метров. В 1977 году стал чемпионом СССР на в спринтерском многоборье и на дистанциях 500 и 1500 метров. С 1977 года Сафронов представлял спортивное общество «Динамо» и вплоть до завершения карьеры участвовал в национальных первенствах. Завершил спортивную карьеру в 1982 году.

## Личная жизнь
Александр Сафронов в апреле 1977 года вступил в брак с советской конькобежкой Верой Брындзей. В 1984 году окончил Институт физической культуры имени П. Ф. Лесгафта. Бывшему спортсмену довелось также поработать бригадиром строительного кооператива. Он погиб в автокатастрофе в Озерках 21 июля 1989 года, похоронен на Серафимовском кладбище.